# Artea
Artea est une commune de Biscaye dans la communauté autonome du Pays basque en Espagne.
Le nom officiel de la ville est Artea. Historiquement Gaztelu-Elexabeitia ou Arteaga en basque ou Castillo y Elejabeitia ou Arteaga en espagnol.

## Toponymie
Cette commune a une double tradition dans sa dénomination. D'une part on l'appelle Gaztelu-Elexabeitia et d'autre part d'Arteaga/Artea.
Le nom Castillo et Elejabeitia est dû au fait que la municipalité est apparue à une date indéterminée par l'union de deux anciennes paroisses, celles de Castillo et celle d'Elejabeitia. Castillo et Elejabeitia sont actuellement des quartiers de la municipalité. De ces noms, celui de Castillo (Gaztelu en basque, prononcer "gastélou") est dû à la maison-tour de Torrea, que les habitants connaissaient anciennement comme Gaztelua (le château), tandis que Elejabeitia (Elexabeitia en basque, prononcer "Éléchabéitia"), signifie étymologiquement l'église d'en bas. Château et Elejabeitia a été traditionnellement le nom officiel de la municipalité même si ses habitants l'appelaient plus communément sous le nom d'Arteaga/Artea.
Arteaga signifie étymologiquement lieu du chêne vert, de artea (Chêne vert) + le suffixe -aga, signifiant lieu de. Le nom donné à l'ensemble urbain formé par l'union de Château et d'Elexabeitia, vient du fait que la place du village a été placée dans un lieu appelé ainsi et qui se trouvait, au début, séparée des noyaux originaux,.
Il a été un nom alternatif à celui de Castillo et d'Elejabeitia. Dans plusieurs recensements du XIXe siècle, la municipalité a été ainsi appelée officiellement comme Château et Elejabeitia ou Arteaga. Bien que postérieurement Arteaga ait été de nouveau le nom officiel. L'actuel nom officiel d'Artea, est une variante syncopée d'Arteaga, utilisée de manière coloquiale chez les bascophones.
Quand la commune a décidé, en 1994, de modifier le nom officiel de la commune et à adopter la dénomination en basque, entre les différentes options existantes (Gaztelu-Elexabeitia, Arteaga, Artea,…) on a finalement choisi d'officialiser celui d'Artea, qui était pour les bascophones de la localité, le gentilé du village. Toutefois Euskaltzaindia, l'Académie de la langue basque, considère que le nom formel de la commune en basque doit être Arteaga, et que Artea n'est qu'une variante abrégée et coloquiale de ce dernier.

## Démographie

### Quartiers
Les quartiers d'Artea sont: Astuibehekoa, Astui, Bildosola, Elexabeitia, Errotabarri, Ezparta, Garai, Gaztelu, Larrazabal, Ugarte et San Martin

## Patrimoine

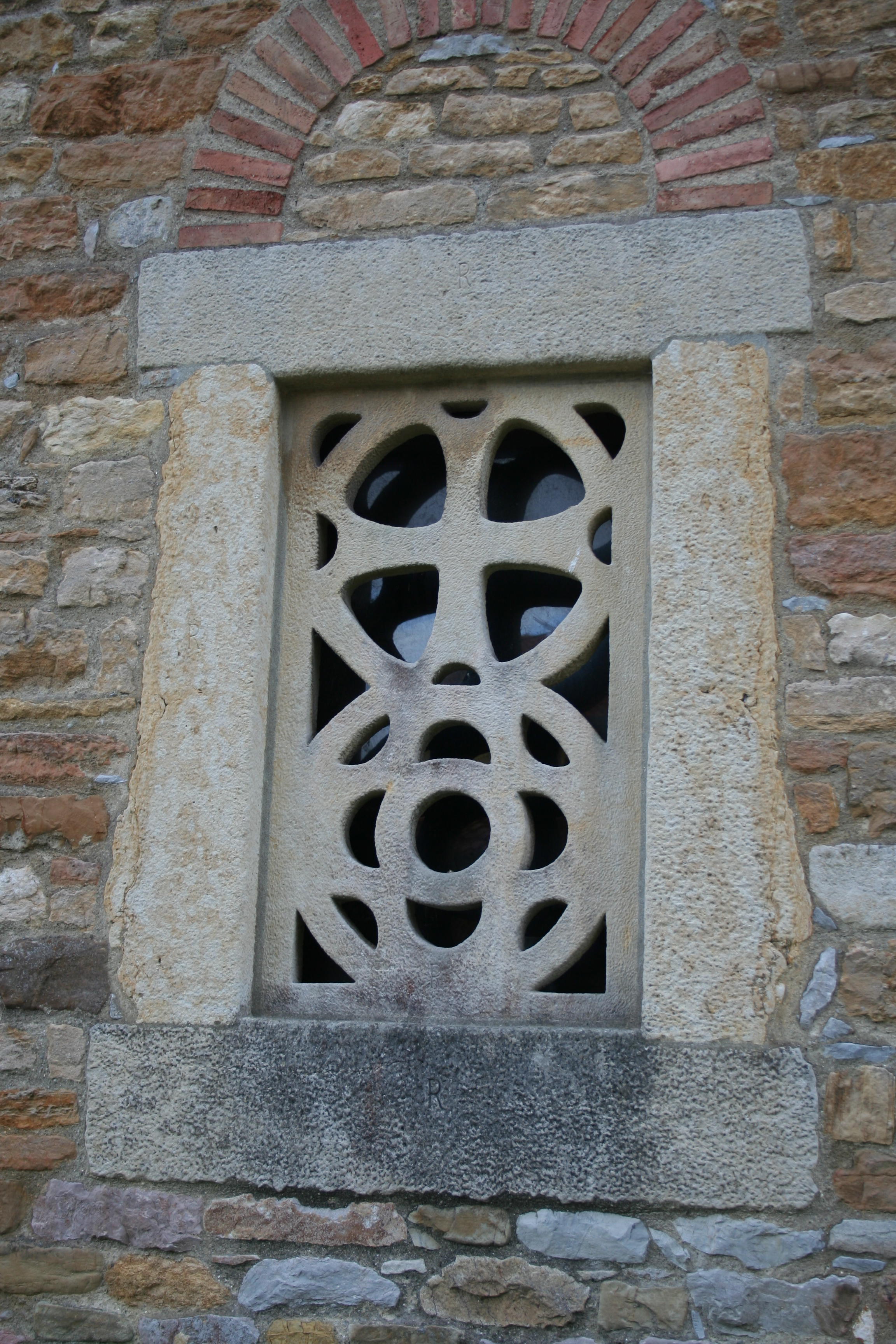
Celosía de fenêtre dans une église

### Patrimoine religieux
- Église de San Miguel: petite paroisse rurale, de plan rectangulaire simple, construite au début du XVIe siècle et complétée durant les cent années successives avec différents éléments de menuiserie de décoration d'un certain intérêt. Le chœur taillé de Celosía [3] (1540 ca.), le techumbre[4] apparent de paires avec "almizate" plan (1600 ca.) et la tour de campaniles, armée en 1621, déformée par "Basterra" en 1923 et complètement restaurée avec le reste du bâtiment en 1990. Il dispose d'un porche "périmétral" enveloppant qui incluait une hotte ouverte et une zone pour le cimetière autour de la tête.

### Sources
- (es) Cet article est partiellement ou en totalité issu de l’article de Wikipédia en espagnol intitulé « Artea » (voir la liste des auteurs).